# Schneider Computer Division

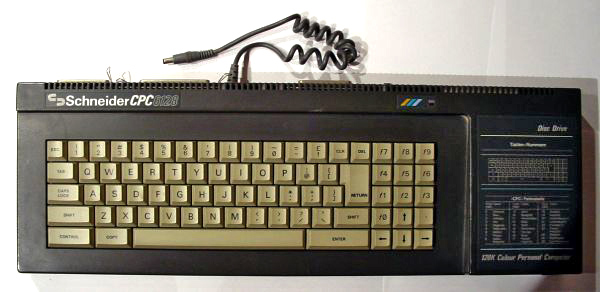
Teclado Schneider CPC 6128 QWERTY

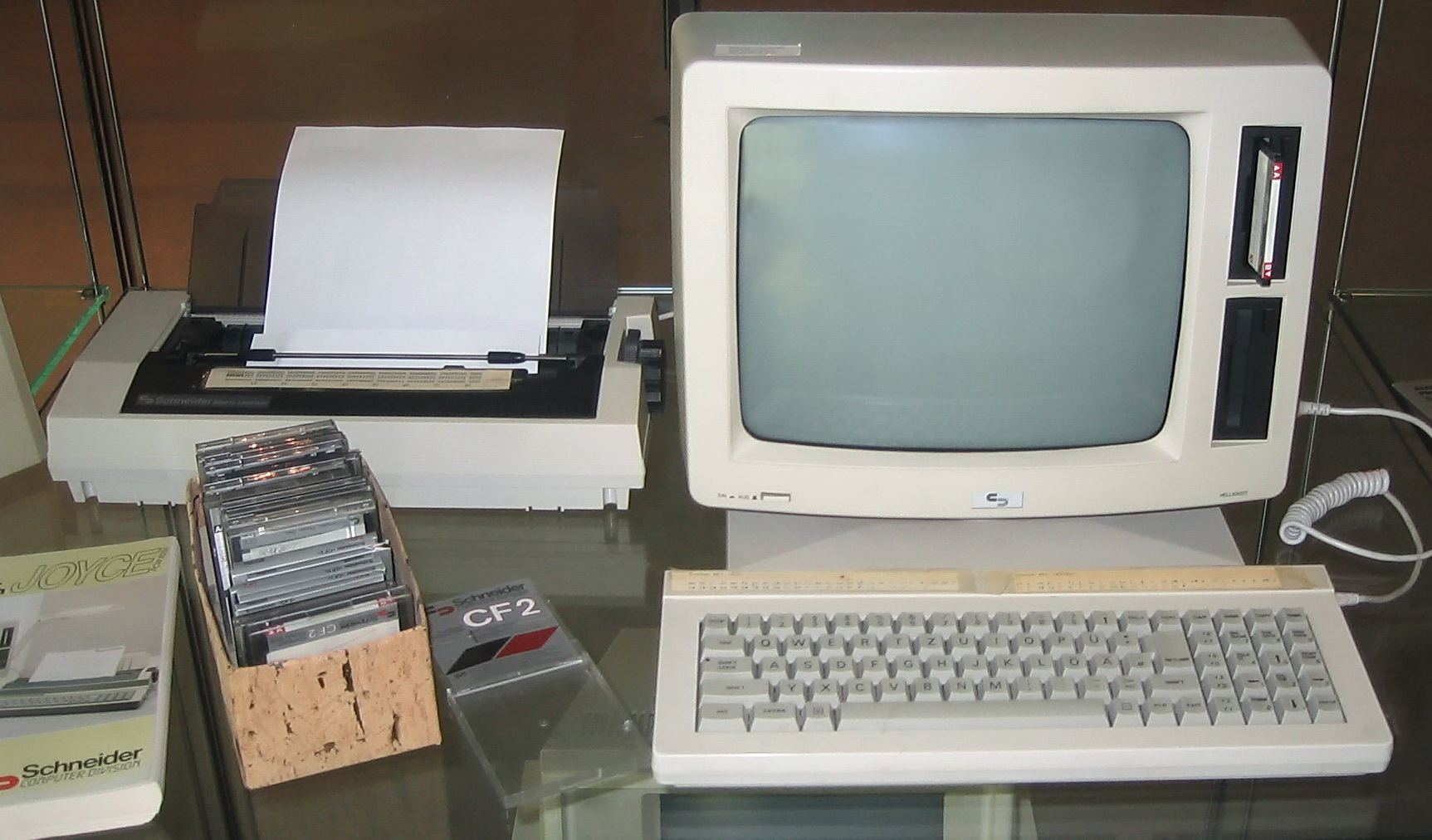
Schneider Joyce

La Schneider Computer Division fue creada en la década de 1980 como un departamento de la Schneider Rundfunkwerke AG en la fábrica de Türkheim. Comenzó fabricando y distribuyendo en Alemania bajo licencia de Amstrad la gama de ordenadores domésticos Amstrad CPC (como los Schneider CPC), luego la gama Amstrad PCW y por último los primeros compatibles IBM de Amstrad Amstrad 1512 y Amstrad 1640, además de todos sus periféricos e impresoras oficiales.
Precisamente en ese momento decide aprovechar los conocimientos adquiridos para lanzar su propia gama de compatibles PC, lo que causa la ruptura del acuerdo con Amstrad. Su primer equipo, el Schneider Euro PC tiene claras reminiscencias del Schneider CPC 6128 al integrar en el teclado la placa madre y una unidad de disquete de 3,5 Doble Densidad a la derecha.
Lo suceden varios equipos con procesadores Intel 80286 e Intel 80386 que se venden en dos formatos de caja: una alargada que recuerda a los actuales equipos SFF (se denomina Euro AT y logra venderse bien en sitios donde el espacio es vital, como pequeños talleres) y otra tirando a cúbica que recuerda el aspecto modular del Acorn Risc PC.
Como le sucede a Amstrad, la llegada de la competencia asiática con los equipos con procesador Intel 80486 y sobre todo el que cada tienda de informática comienza a montar su propia marca de clónicos hace que la casa madre (que aunque fundada en 1889 por Felix Schneider com una fábrica de lavadoras de madera, se había convertido con el siglo XX en fabricante de equipos de música y radios como la propia Amstrad) decida abandonar un campo donde los beneficios caen en picado. La experiencia obtenida se utilizará posteriormente en algunos equipos como grabadores digitales o set-top-box.
En la actualidad se comercializan equipos en Alemania con marca Schneider, pero con logotipos diferentes, por lo que es posible que durante la suspensión de pagos de 2002 se vendiera la marca informática. Toda referencia en la web oficial de Schneider a equipos de informática (anteriormente tenía una BBS y una zona de soporte en la Web para los compatibles PC) ha desaparecido.